# گاردن سیتی (آیووا)
گاردن سیتی (به انگلیسی: Garden City) یک محدوده ثبت‌نشده در شهرستان هاردین ایالت آیووا کشور ایالات متحده آمریکا است که جمعیت آن در سرشماری سال ۲۰۱۰ میلادی، ۸۹ نفر بوده‌است.